# Buur Gaabo
Koordinaten: 1° 13′ S, 41° 50′ O
Buur Gaabo (auch Bur Gap, Bur Gavo, Bur Gabo, Burgao, Bircao) ist eine Hafenstadt im Süden Somalias, Provinz Jubbada Hoose, nahe der Grenze zu Kenia.

## Geschichte

Inoffizielle Kolonialkarte von 1887 mit deutschen Ansprüchen (in Gelb) und Hohenzollernhafen (im Ausschnitt oben).

Nach einem Schutzvertrag zwischen der Deutsch-Ostafrikanischen Gesellschaft und Sultan Ali ibn Ismail von Kismaayo wurde am 26. November 1886 von Karl Ludwig Jühlke bzw. Joachim Graf von Pfeil in der Wubuschi-Bucht die Flagge der Gesellschaft gehisst und der Ort Hohenzollernhafen genannt. Zur Gründung einer deutschen Station kam es allerdings nicht, da Jühlke kurz darauf ermordet wurde. Die Gründung scheiterte zudem am britisch-deutschen Grenzabkommen von 1886 mit dem die beiden Staaten ihre Interessensphären in Ostafrika absteckten.
Nach dem Helgoland-Sansibar-Vertrag 1890 fiel das von der DOAG beanspruchte Gebiet an Britisch-Ostafrika, Hohenzollernhafen wurde umbenannt in Port Durnford. Die Briten traten 1924 Jubaland an die Italiener ab, als Teil des Oltre Giuba wurde es 1926 Teil Italienisch-Somalilands und mit der Unabhängigkeit 1960 Teil Somalias.
Die Stadt zählte zu Beginn des 20. Jahrhunderts rund 3.500 Einwohner, zu Beginn des 21. Jahrhunderts knapp 4.000. Im Somalischen Bürgerkrieg wurde die Stadt Rückzugsgebiet verschiedener islamistischer Gruppen, die Einwohnerzahl war auf dem Höhepunkt der Hungersnot von 2011 auf etwa 300 zurückgegangen. Im Kampf gegen die al-Shabaab-Miliz besetzten kenianische Interventionstruppen und somalische Regierungstruppen, die von französischer Schiffsartillerie und US-Luftangriffen unterstützt wurden, Ende Oktober 2011 das Gebiet von Buur Gaabo.